# Скифские войны
Скифские войны (также Готские войны, ок. 238—271 гг.) — войны Римской империи во 2-й половине III века с коалицией варварских племён, совершавших набеги на Малую Азию, Грецию, Фракию и Мёзию из регионов Северного Причерноморья и Прикарпатья.
Война получила название Скифской из-за греков, которые традиционно именовали скифами всех варваров, населявших северные берега Чёрного моря. Римские историки использовали название Готская война по имени наиболее сильного племени в варварской коалиции. Кроме готов в набегах в том регионе упоминаются также германцы герулы (элуры), гепиды, вандалы (астринги) и тайфалы, дакийцы, карпы и племена неясной этнической принадлежности: певки (бастарны), бораны и уругунды.
Встречается также такое собирательное название варваров как меотийцы.
Характерной особенностью этой войны стали морские походы германцев по Чёрному и Средиземному морям, опередившие почти на 200 лет набеги вандалов из Африки и более чем на 500 лет эпоху викингов.
Скифская или Готская война длилась примерно 30 лет и закончилась в 271 году разгромом готов в их землях императором Аврелианом. Последний набег «скифов» отмечен в 276 году при императоре Таците.

## Введение

### Кризис Римской империи в III веке
После смерти в 235 году императора Александра Севера Римскую империю охватил кризис власти, растянувшийся до 284 года, воцарения императора Диоклетиана. В эту эпоху императоры сменялись очень часто, погибая насильственной смертью в результате гражданских войн, армейских мятежей и заговоров. Легионы провозглашали в отдалённых от Рима частях империи одновременно разных «солдатских императоров», которых нередко сами вскоре убивали, а римский сенат в противовес им избирал своих «сенатских императоров». Единая система управления империей практически рухнула. Сидевшие в Риме императоры часто были вынуждены признавать одних узурпаторов, чтобы в союзе с ними сражаться против других или внешнего врага.
Внутренняя нестабильность империи наложилась и частично вызвала обострение на внешних границах. В 226 году в Персии пришла к власти воинственная династия Сасанидов, представители которой организовали походы на восточные рубежи римских владений. Второй Сасанидский шах Шапур I (241—271 гг.) отличился тем, что в 260 году сумел пленить римского императора Валериана. С севера ослабевшую империю атаковали племена германцев, даков и других варваров.

### Появление готов в Северном Причерноморье
Согласно Иордану во времена царя Филимера готы от берегов Вислы достигли северного побережья Чёрного моря, расселившись между Днепром и Азовским морем. Это единственное, что известно о приходе готов в Северное Причерноморье из письменных источников. Археологи относят появление памятников вельбарской археологической культуры в верховьях Южного Буга и на Волыни примерно к рубежу II и III веков, то есть к этому времени готские племена мигрировали на территорию правобережной Украины.
В III веке происходит формирование ареала черняховской культуры, которая в первой фазе своего существования охватывает частично Правобережную Украину и Молдову. Черняховская культура, хотя и признаётся полиэтничной по своему характеру, ассоциируется прежде всего с появлением готов в этом регионе.
На берегу Березанского лимана (северо-западное побережье Чёрного моря) появляются неукреплённые поселения, напоминающие по характеру материальной культуры памятники черняховского типа.
Готы вступили в столкновения с Римской империей на нижнем Дунае при императоре Каракалле в 210-е годы. О появлении готов на Дунае в это время сообщает Иордан в рассказе о родителях «солдатского» императора Максимина. Иордан назвал отца Максимина готом, но другие историки считали его происходящим из фракийцев. Во фрагменте писателя VI века Петра Магистра содержится рассказ о том, что в 230 году готы уже получали ежегодную дань от римлян, что побудило их соседей карпов (предположительно дакийское племя) просить наместника Мёзии о том же.
Греки, а вслед за ними римско-византийские историки перенесли название скифов, обитавших до нашей эры в степях к северу от Чёрного моря, на новых поселенцев — готов. В эту эпоху к скифам относили не только готов, но распространили этноним как общее название на все варварские народы к северу и востоку от нижнего Дуная.

### Начало Скифской войны
Согласно историку Дексиппу Скифская (или Готская) война началась при императоре Бальбине в 238 году, когда карпы напали на римскую провинцию Мёзия, прилегающую к южному берегу Дуная в его нижнем течении. В сохранившихся письменных источниках отсутствуют сведения о Скифской войне на протяжении последующих 10 лет.
Следы начала Скифской войны прослеживаются археологически в северном Причерноморье. Греческая колония Ольвия в устье Южного Буга оказалась разрушена (вероятно готами) в 230-х годах, а к началу IV века там окончательно исчезают признаки жизни. Другая греческая колония Тира (совр. Белгород-Днестровский) в устье Днестра испытывала подъём в хозяйственном развитии в самом начале III века, став опорным пунктом римлян в регионе, но в середине III века подверглась разорению видимо готами и позже заселилась местными варварами.
Основные сражения Скифской войны развернутся на территории Фракии, Мёзии, Македонии и Греции. В 46 году император Клавдий преобразовал бывшее Одрисское царство, населённое романизированными фракийцами, в римскую провинцию Фракия (совр. южная часть Болгарии). Ещё раньше была образована провинция Мёзия (позже Нижняя Мёзия), занимавшая территорию к северу от Фракии до Дуная (совр. северная часть Болгарии и румынская Добруджа). Греческие города на западном побережье Чёрного моря входили в состав обеих провинций, сохраняя местное самоуправление и право чеканки собственных монет.

## Война с готами в 247—251 гг
Источники: Иордан («Гетика», 101—103); Дексипп в пересказе Георгия Синкелла («Хроника», Anno Domini 247) и фр. 17—19 по анонимным «Выпискам из военных хитростей»; Зосима («Новая история», 1.23—24); Зонара («Всемирная история», 12.20).

### Набеги готов в 247—250 гг.
Римляне, во многом благодаря дружеским отношениям императора Каракаллы с варварами, превратили готов в федератов-союзников, выплачивая им ежегодные взносы. Когда взносы прекратились, готы под предводительством вождя Остроготы примерно в 248 году из-за Дуная совершили удачный набег на провинции Фракию и Мёзию.
Успех обнадёжил варваров. Вскоре Острогота посылает в очередной поход своих вождей Аргаита и Гунтериха во главе большого войска из готов, тайфалов, вандалов-асдингов, карпов, певкинов. Варварам по сообщению готского историка Иордана удалось взять выкуп с осажденного Марцианополя (недалеко от совр. Варны в Болгарии).
Современник событий, греческий историк Дексипп не подтверждает выкуп с Марцианополя, но описывает безуспешную осаду города «скифами» (готами):

«Скифы, полагая, что можно взять город силой, удержались от прямого нападения, а свозили как можно больше камней к стенам его, для того чтобы, насыпав их целые кучи, можно было пустить их в дело в большом количестве. […] Когда варварам показалось, что довольно наготовлено камней, то они все вместе обступили стену, и одни метали дроты, а другие кидали каменьем в людей, стоявших на бойницах; дроты и камни так часто и беспрерывно следовали одни за другими, что можно было сравнить их с самым густым градом. Жители города оберегали сколько могли и себя, и стену, но отнюдь не оборонялись, следуя данному им приказу. Как скоро истощился у варваров без всякого с их стороны успеха запас камней, дротов и стрел и исчезла надежда взять город без малейшего труда, то они впали в уныние и, по вызову вождей своих, отдалились и расположились станом недалеко от города. […] Скифы, стеснённые, не имея возможности противиться мисийцам как по причине бойниц, так и по причине укрепления ворот, не устояли под их ударами, не могли дольше оставаться и ушли без успеха.»

Набеги на Мёзию продолжились, когда Остроготу около 250 года сменил новый вождь готов Книва.
Из введенных в научный оборот в 2014—2015 гг. новых фрагментов «Скифской войны» Дексиппа стало известно, что Острогота (Ỏcτρογούθθω) в 250—251 гг. был жив и здоров. Он находился на Балканах у Марцианополя во главе 50-тысячного войска германских племен. Внимательный анализ текста показывает, что предводителя готов по имени «Книва» никогда не существовало. Дексипп, впервые так его назвавший в «Скифской войне» (Κνίβα, Κνίβαν), не знал, что германцы словом *knewa (*knewan) обозначали степень ближайшего родства по мужской линии, то есть, сына и наследника, причем наследника самого знатного происхождения. Во всем германском войске таким человеком мог быть только Унуил (Hunuil; букв. «не поддающийся чарам (волшебству)» — сын Остроготы и будущий верховный правитель готов из династии Амалов.

### Захват Филиппополя в 251 году
Книва с 70-тысячным войском вошёл на имперские земли в районе города Новы. Армия императора Деция после удачного боя около Никополя на Янтре, в котором погибло 3 тысячи готов, загнала их войско в балканские горы в районе хребта Гема.
Книва, перевалив через хребет, подошёл к Филиппополю (совр. Пловдив). В результате неожиданного нападения готам удалось отбросить армию Деция за горы, после чего они приступили к осаде Филиппополя. Сохранилось письмо Деция, в котором тот ободряет жителей и обещает скоро подойти на помощь. В сохранившемся фрагменте Дексипп подробно рассказывает об осаде города готами и неумелом использовании ими осадной техники, включая тараны:

«Затем пытались взять самый город: утвердили лестницы, подвезли машины. Это были брусья, сплоченные четырёхугольником, что-то вроде домиков. Они обтянули их сверху шкурами для того, чтобы при нападении на ворота обезопасить себя от всяких пускаемых в них снарядов; над собой выдвинули щиты, а машины передвигали на колесах рычагами. Некоторые из осаждавших, приподнимая предлинные брусья, окованные железом, для того, чтобы им не дробиться при столкновении со стеной, старались ими проломать стену. […] Наконец, были и такие, которые подвозили к городской стене и деревянные башни на колесах с тем, чтобы, придвинув их поближе, набросить на стену мосты и, приведши их к одному с ней уровню, устроить войску переход. […] Неприятели, не получая успеха от своих машин, впали в унынье; потом, рассуждая о том, как продолжать войну, решились устроить у города высокие земляные насыпи для того, чтобы можно им было биться, стоя в уровень с горожанами.[…] Скифы придумали убить весь скот, который не годился, и всех пленных, удрученных болезнью или старостью, и свалить в ров эти трупы вместе со всяким ломом. На третий день трупы раздулись и тем содействовали немалой высоте насыпи. Фракийцы пробили стену не больше как в ширину узких дверец и через это отверстие каждую ночь свозили к себе землю. Варвары уже и не знали, что им делать.»

Согласно Иордану Книва захватил Филиппополь, вступив в соглашение с римским военачальником Приском, ставшим очередным претендентом на императорский титул. Множество жителей было угнано в плен; Аммиан Марцеллин заметил: «разрушен был Филиппополь, причем — если верно сообщение историков — убито было в стенах города сто тысяч человек».
Император Деций, собравшись с силами, поджидал готов на дороге Thembinus ближе к Дунаю, желая перехватить их возвращение с богатой добычей домой.
В середине июня 251 г. римляне разбили базовый лагерь в 15 км северо-западнее от Абритуса (совр. г. Разград), в местности «Полето» между совр. селами Дряновец, Езерче и Осенец. Позиция, занятая римлянами, стратегически была очень выгодной. Укрепленный лагерь наглухо запирал готам путь к Дунаю, позволяя перехватывать и громить «варваров» по частям. Именно поэтому Книва, подошедший к Абритусу с юго-запада, не решался напасть на римлян, надеясь дождаться войск Остроготы. В свою очередь, имперские военачальники, затянувшие пребывание легионов в лагере, с каждым днем теряли шанс реализовать численное превосходство над противником. Деций Траян понял свою ошибку только тогда, когда ему доложили о приближении 50-тысячного войска Остроготы от Марцианополя. Пытаясь поднять боевой дух солдат, он выступил перед ними с речью, в которой указал на причины прежних поражений, а затем приказал войскам выдвигаться к стенам Абритуса. Вероятно, после прибытия Деций Траян провел рекогносцировку и определил как наиболее подходящую для полевого боя небольшую равнину юго-западнее Абритуса. В 5 км к югу равнина ограничивалась возвышенностями, разделенными сильно заболоченными ложбинами; впоследствии эта местность была известна под названием «Хиляда извора» («Тысяча потоков»). С востока равнину ограничивал крутой склон заболоченного русла р. Бели Лом. Эта равнина и была тем «Местом Сражения» (Forum Terebronii), на котором предстояло сойтись главным силам римлян и германцев. Возвышенность с заболоченными ложбинами и источниками пресной воды привлекла и Унуила (Книву). Только здесь он мог разместить в безопасности воинов и их семьи, массу пленников и добычу. Вместе с тем, подошедшая к стенам Абритуса римская армия выглядела весьма боеспособной. Её мощь была настолько внушительна, что германские вожди вступили в переговоры и даже предложили императору вернуть награбленное добро и пленных, лишь бы им позволили свободно уйти за Дунай. Однако Деций Траян был непреклонен.

### Сражение при Абритте в 251 году
Решающее сражение произошло летом 251 года около города Абритт недалеко от Новы. Варвары были разделены на 3 части. Деций разгромил первые две части готского войска, но атаковав оставшихся варваров, неожиданно оказался в болотистом месте окружённым врагами. Согласно Зонаре варвары намеренно притворным отступлением заманили преследующих легионеров в болото. Готы расстреливали римлян из луков, стрелой был убит сын императора. Римское войско потерпело полный разгром.
По сообщению Аммиана Марцеллина император Деций во время бегства утонул в болоте:

«Подобная несчастная судьба постигла, как известно, Цезаря Деция, который в жестокой сече с варварами был сброшен на землю падением взбесившейся лошади, удержать которую он не смог. Попав в болото, он не мог оттуда выбраться, и потом нельзя было отыскать его тело.»

Новый император Требониан Галл, бывший военачальник Деция в Мёзии, поспешил заключить мир с готами, разрешив им увести даже знатных пленников и обещая ежегодные выплаты денег в обмен на отказ от нападений на римские земли.

## Набеги готов приВалериане
Источники: Зосима («Новая история», 1.31—37); Зонара («Всемирная история», 12.21—22); Георгий Синкелл («Хроника», Anno Domini 248).

### ПоходЭмилианапротив готов в 252 году
При императоре Галле в Римскую империю пришла чума, которая за 15 лет эпидемии опустошила многие области, особенно подвергшихся набегам варваров. Скифы (готы) снова появились на границах империи, требуя повышения дани до обещанного уровня. Галл отправил против них военачальника в Мёзии Эмилиана, который в ходе похода за Дунай весной 252 года перебил много варваров, захватив их добычу. На волне успеха солдаты летом 252 года провозгласили Эмилиана императором. Тот сумел свергнуть в 253 году Требониана Галла, однако в том же году пал от рук своих солдат при приближении армии очередного претендента на императорский титул, военачальника из Галлии Лициния Валериана.

### Набег готов в 255 году
В 253 году римский сенат признал 3-го императора за год, Валериана, сделавшего соправителем западной части империи своего сына Галлиена.
Очередное вторжение готов произошло вскоре после этого, около 255 года. Георгий Синкелл и Зонара почти в одинаковых словах сообщили об этом походе:

«Скифы снова перешли Истр [Дунай] и разорили Фракию, осадив Фессалонику. Благодаря храбрости защитников они не причинили значительного вреда городу. Греки настороженно следили за Фермопильским проходом, афиняне восстановили стены, разрушенные во времена Суллы, а жители Пелопоннеса перегородили стеной перешеек от моря до моря. Скифы между тем вернулись в свои земли с большой добычей.»

### Морские походы боранов и готов приВалериане
Морские походы варваров по Чёрному морю подробно описал Зосима. Бораны заставили жителей Боспора переправить их на кораблях с северных берегов Чёрного моря (вероятно из Крыма) к совр. Абхазии. Первый набег такого рода, совершённый около 256 года, оказался неудачным:

«Когда скифы стали опустошать всё, что было на пути, жители побережья Понта удалились вглубь страны и в лучшие укрепления, а варвары прежде всего напали на Питиунт, окруженный огромной стеной и имевший весьма удобную гавань. Когда Сукессиан, стоявший во главе местного гарнизона, выступил с бывшими там силами и прогнал варваров, то скифы, опасаясь, чтобы гарнизоны других укреплений, узнав об этом и соединившись с питиунтским отрядом, не уничтожили их окончательно, захватили какие могли суда и с величайшей опасностью удалились домой, потеряв под Питиунтом многих из своих.»

Вскоре летом последовал второй набег боранов, во время которого Питиунт (совр. Пицунда) был разграблен. Оттуда варвары морем двинулись к большому городу Трапезунт (Трабзон в совр. Турции), окружённому двойной стеной с 10 тысячным гарнизоном. Ночью бораны ворвались в крепость, взобравшись на стены с помощью брёвен:

«Взяв город таким способом, варвары овладели бесчисленным множеством сокровищ и пленных; ибо почти все окрестные жители собрались в этот город, как в безопасное убежище. Истребив храмы и жилища и вообще всё, что служило к украшению или увеличению города, а затем опустошив и всю его область, варвары возвратились на родину с огромным количеством кораблей.»

Соседи боранов, завидуя их добыче, решили построить флот силами местных обитателей и пленников. Готы совершили набег в зимнее время примерно в 258 году, частью сил на кораблях вдоль западного побережья Чёрного моря, другая часть быстро двигалась по побережью, пока не достигла пролива Босфор, где их переправили в Малую Азию местные рыбаки. Узнав о приближении варваров, имперские войска разбежались. Готы разграбили Халкедон, после чего сожгли богатую Никомедию, оставленную жителями. Были также захвачены Никея, Кий, Апамея и Пруса (города Вифинии). Варвары направились вдоль азиатского побережья Мраморного моря на Кизик, но были остановлены разливом реки Риндак. Нагрузив добычей повозки и корабли, готы вернулись домой.
Валериан, завязнув в персидской войне, не мог дать отпор скифам.

## Войны с готами и герулами приГаллиене
Хронология и последовательность Скифской войны при Галлиене установлены только приблизительно из-за фрагментарного характера сведений.

### Набег готов в 262 году
В 260 году после пленения персами императора Валериана Римская империя оказалась расколота на удельные владения правителей, каждый из которых именовал себя императором. В Риме сидел сын Валериана Галлиен. Западную часть империи, Галлию, прибрал к рукам Постум, которого современники хотя и считали узурпатором, но хвалили за успешную оборону границ от наседавших германцев. Восточная часть империи оказалась подвластна командующему имперскими войсками в Сирии Оденату, свергнувшему других узурпаторов. Западными Балканами (Иллириком) овладел военачальник Авреол. Кроме этих императоров появлялись более мелкие претенденты на титул: в Египте восстал Эмилиан, в Фессалии успешно отбивался проконсул Валент Фессалийский, а всего историки насчитывают до 30 тиранов в правление Галлиена.
Галлиену пришлось отражать крупный набег на Италию германцев алеманнов (в некоторых источниках их также именуют скифами), которых он разгромил под Медиоланумом (совр. Милан).
Затем Галлиен со своим полководцем Авреолом повёл длительную войну на западе с узурпатором Постумом, убившем его сына Салонина. Смутами в империи воспользовались готы, совершив около 262 года набег, подробно описанный Иорданом:

«Дав волю своему буйству, Респа [Respa], Ведук [Veduco] и Тарвар [Tharuaroque], предводители готов, взяли корабли и, переправившись через пролив Геллеспонтский, перешли в Азию; в этой провинции они разграбили много городов, а в Эфесе сожгли славнейший храм Дианы… Перейдя в область Вифинии, они разрушили Халкедон … При такой удаче готы, вторгшиеся в области Азии, забрав добычу и награбленное, снова переплывают Геллеспонтский пролив; по пути они разоряют Трою и Илион, которые, едва успев лишь немного восстановиться после Агамемноновой войны, снова оказались разрушенными вражеским мечом. После такого разорения Азии испытала их зверство Фракия.»

### Морской набег готов в 264 году
Примерно в 264—265 гг. готы проникли в глубинные районы Малой Азии. В биографии Галлиена (SHA) сообщается, что они разорили Каппадокию, захватив тамошние города, а затем двинулись на запад в Вифинию. Победитель персов Оденат, фактически узурпировавший власть в азиатской части Римской империи, атаковал готов в районе Гераклеи Понтийской, и хотя источники не сообщают о его решительной победе, готы понесли заметные потери. Требеллий Поллион в биографии Галлиена написал коротко: «многие из них [готов] погибли от кораблекрушения, потерпев поражение в морском бою».
Из Гераклеи готы с богатой добычей на кораблях вернулись домой. Это им удалось возможно потому, что Оденат был убит своими людьми в результате заговора. Возможно в этом набеге были захвачены предки матери первого готского епископа Ульфилы, начавшие проповедь христианства среди готов:

«Пленники же сии были людьми праведными, и, общаясь с варварами, немалое их число обратили к истинному благочестию, так что, просвещенные, они оставили язычество и перешли в христианскую веру. Из числа этих пленников были и предки Ульфилы, по происхождению каппадокийцы, проживавшие вблизи города Парнаса, в селении под названием Садаголфина.»

Григорий Чудотворец, епископ Неокесарии и свидетель нашествия, посвятил «Каноническое послание» последствиям варварских набегов для своей паствы в малоазийской провинции Понт, прилегающей к южному побережью Чёрного моря. Он идентифицировал варваров как «ворады и готфы» (бораны и готы), а также призвал отлучить от церкви тех местных жителей,
«которые сопричислились к варварам, и с ними, во время своего ленения, забыв, яко были Понтийцы и Христиане, и ожесточясь до того, что убивали единоплеменных своих, или древом, или удавлением, такожде указывали не ведущим варварам пути или домы.»

### Разорение Греции в 267 году
Основными источниками по этому набегу являются труды Синкелла и Зонары, которые вероятно основывались на утраченной истории Дексиппа.
Историки допускают, что один и тот же растянувшийся по времени набег варваров на Грецию, отнесённый у Синкелла ко времени правления Галлиена, мог быть описан у Зонары и Зосимы в правление Клавдия II. Требеллий Поллион в биографиях Галлиена и Клавдия (SHA, XXIII, XXV) описывает их как два последовательных набега.
Один из наиболее крупных морских походов варваров состоялся в 267 году, когда герулы (или готы) на 500 кораблях по Чёрному морю достигли Византия (будущая столица Византии Константинополь) и Хрисополя (на азиатской стороне Босфора). В Босфоре произошло сражение, результаты которого источники трактуют по-разному. Требеллий Поллион заявляет о поражении варваров: «Бой произошел у Понта, и варвары были побеждены византийскими полководцами. Римляне под начальством Венериана победили также готов, причем сам Венериан погиб смертью воина.»
Синкелл коротко зафиксировал, что варвары после боя отошли немного назад к выходу из Босфора в море, а потом с попутным ветром направились далее в Мраморное море. Там был опустошён Кизик, после чего варвары в первый раз вырвались на кораблях в Эгейское море.
По словам Зонары германцы сначала осадили Фессалонику, однако были отбиты и направились в Грецию. По пути варвары разграбили острова Лемнос и Скирос, а затем разошлись по всей Элладе. Синкелл перечисляет список греческих городов, сожжёных варварами: Афины, Коринф, Спарта, Аргос. Зонара приводит такую историю: когда германцы собрались сжечь все книги в Афинах, их остановил один мудрый человек, сказав, что через книги греки научились искусству войн. Местные жители спасались в лесах и горах. Партизанский отряд афинян из 2 тысяч человек возглавил историк Дексипп.
Другой афинянин Клеодем возглавил имперские войска, которые высадились с моря.
Рассеянные в грабеже отряды варваров понесли большой урон и стали спасаться из Греции через Македонию и Эпир, когда на них «случайно» наткнулся с армией император Галлиен, спешащий на помощь. Георгий Синкелл так завершает рассказ о разгроме варваров: «Император Галлиен уничтожил 3 тысячи [варваров] близ Несса [фракийская река]. Тогда вождь эрулов Навлобат сдался императору Галлиену и был пожалован достоинством консула.»
Восстание римского военачальника Авреола заставило Галлиена спешно вернуться в Италию, оставив командование в Скифской войне полководцу Марциану. Летом 268 года Галлиен был убит заговорщиками, и новым императором стал популярный в сенате и войсках военачальник Клавдий. Остаткам варваров удалось вырваться от Марциана и вернуться домой.

## Победы императораКлавдия(268—269 гг.)
Императору Клавдию принадлежит слава победителя в Готской войне. Основные источники по войне Клавдия с готами и их союзниками — Зосима и Требеллий Поллион.
В очередном самом масштабном нашествии варваров на Балканские владения Римской империи в 269 году участвовали следующие племена: «певки [Peuci], грутунги [Grutungi], австроготы [Austrogoti], тервинги [Teruingi], визы [Visi], гипеды [Gipedes], а также кельты [Celtae] и эрулы [Eruli].» Зосима последовательно излагает ход нашествия. Собравшись в устье Днестра, 320 тысяч варваров на 6 тысяч кораблях подошли по Чёрному морю к укреплённому городу Томы (в Добрудже, южнее устья Дуная). После неудачной попытки захвата города, варвары спустились ещё южнее и были отражены от Марцианополя, который безуспешно пытались захватить ещё 20 лет назад. Не задерживаясь, варварское войско с попутным ветром прибыло к Босфору, где в результате сильного течения многие корабли столкнулись в проливе и утонули вместе с экипажами. В Мраморном море варвары атаковали Кизик, но опять без успеха. После этого они вышли в Средиземное море и пристали к берегу у горы Афон. Оттуда варвары организовали правильную осаду с применением осадной техники городов Фессалоники и Кассандрии. Узнав о приближении Клавдия, готы ушли через Македонию в сторону Дуная, но в Пелагонии столкнулись с римской далматской конницей и потеряли 3 тысячи человек.
Вскоре произошло сражение основных сил при Наиссе (совр. Ниш в Сербии). Римляне после упорного боя притворным отступлением заманили противника в засаду, где истребили более 50 тысяч варваров. Оставшиеся в живых отступили в сторону Македонии, окружив себя повозками. Римская кавалерия продолжила преследование, загоняя варваров в горы Гема, где многие из них погибли от голода. В одном из боёв готы тем не менее нанесли чувствительное поражение римской пехоте.
Другой части варваров удалось вырваться на кораблях. Они продолжили поход, огибая побережье Фессалии и Греции. Не имея более сил для осады укреплённых городов, готы разоряли сельскую местность, угоняя всех найденных людей. Они достигли островов Родоса и Крита, однако не смогли захватить там добычи. Домой они решили вернуться через Македонию и Фракию, где были застигнуты эпидемией чумы. Все оставшиеся в живых были либо зачислены в римские легионы, либо наделены землёй и стали крестьянами. Несмотря на мифические и чрезвычайно хвалебные проимператорские описания его личного биографа Требеллия Поллиона, факт в том, что императору в конце концов удалось отразить набег варваров, но празднование было омрачено смертью героя.
Клавдий так провозгласил свою победу:

«Мы уничтожили триста двадцать тысяч готов, потопили две тысячи судов. Реки покрыты их щитами, все берега завалены их палашами и короткими копьями. Не видно полей, скрытых под их костями, нет проезжего пути, покинут огромный обоз. Мы захватили в плен такое количество женщин, что каждый воин-победитель может взять себе по две и три женщины.»

Известно, что эпидемия чумы коснулась и победителей. От болезни в начале 270 года скончался император Клавдий, получивший от сената за свои победы титул Готский.

## Окончание Скифской войны
После битвы при Наиссе уцелевшие готы и союзные им варвары ещё тревожили восточную Фракию, атакуя Никополь и Анхиал. Последние очаги сопротивления подавлял начальник всей римской кавалерии Аврелиан. Он же в 270 году стал императором. Отправившись в 271 году на войну с отколовшимся от Римской империи Пальмирским царством Зенобии, Аврелиан по пути в Малую Азию совершил успешный поход против готов за Дунай, где «уничтожил вождя готов Каннаба, или Каннабауда [Cannabaudes], с пятью тысячами человек».
После этого, согласно Аммиану Марцеллину:

«В течение продолжительного времени варвары держали себя спокойно и ничего не предпринимали, если не считать того, что изредка в течение последующего времени их грабительские отряды совершали губительные набеги на соседние с их землей местности.»

Возможно, такой набег имели в виду историки, упоминая вторжение «скифов» по восточному побережью Чёрного моря через провинцию Понт в Каппадокию, Галатию и Киликию в 276 году (при императоре Таците). Тацит и его брат Флориан разгромили варваров и видимо полностью уничтожили бы их, если бы не убийство Тацита и последовавшая затем война самопровозглашённого императора Флориана с командующим восточными войсками империи Пробом, который в результате и стал новым императором в сентябре 276 года.